# Antònia Marcel·lina Vinent Grases
Antònia Marcel·lina Vinent Grases   (Maó, 1837 - Maó, 1920) fou una poeta i professora de francès menorquina. Va conrear la poesia des d'una etapa primerenca. La seva obra poètica es va publicar l'any 1888 en un llibre titulat Flores del alma, on recull una part dels poemes en català publicats en diferents publicacions periòdiques. També destaca un poema publicat a Corona poètica i altres composicions sobre la llegenda de Sa Núvia d'Algendar. Era filla d'un professor de l'Escola de Nàutica i de l'institut de Maó.